# Saint-Pierre-de-Lages
Saint-Pierre-de-Lages è un comune francese di 773 abitanti situato nel dipartimento dell'Alta Garonna nella regione dell'Occitania.

## Società

### Evoluzione demografica
Abitanti censiti